# Hiroo Kanamori
Hiroo Kanamori (金森 博雄, Kanamori Hiroo), né le 17 octobre 1936, est un sismologue américain d'origine japonaise. Son travail de recherche concerne les domaines de la physique des tremblements de terre et des processus tectoniques qui en sont à l'origine. 
De 1990 à 1998 il dirige le laboratoire de sismologie de Caltech en Californie. Il est depuis 2005 professeur émérite à Caltech. 
Sa publication la plus citée (1977) porte sur la définition d'une magnitude sismique robuste : la magnitude de moment.